# Ґеґелідзеебі
Ґеґелідзеебі (груз. გეგელიძეები) — село в Грузії.
За даними перепису населення 2014 року в селі проживає 428 осіб.